# Kerasochóri (kommunhuvudort)
Kerasochóri är en kommunhuvudort i Grekland.   Den ligger i prefekturen Nomós Evrytanías och regionen Grekiska fastlandet, i den centrala delen av landet, 210 km nordväst om huvudstaden Aten. Kerasochóri ligger 1 012 meter över havet och antalet invånare är 274.
Terrängen runt Kerasochóri är kuperad åt sydväst, men åt nordost är den bergig.Runt Kerasochóri är det glesbefolkat, med 11 invånare per kvadratkilometer. Närmaste större samhälle är Karpenísi, 16,0 km sydost om Kerasochóri. I omgivningarna runt Kerasochóri växer i huvudsak blandskog.